# Федерація футболу М'янми
Федерація футболу М'янми (abbr. MFF; бірм. မြန်မာနိုင်ငံ ဘောလုံး အဖွဲ့ချုပ်) — керівний орган футболу в М'янмі. ФФМ здійснює керування чоловічою, жіночою та молодіжною національними збірними М'янми, а також за національними футбольними чемпіонатами та професійними клубними змаганнями.

Штаб-квартира ФФМ

## Історія
Футбол в Бірмі був започаткований за часів британської колоніальної ери Джеймсом Джорджем Скоттом, британським колоніальним адміністратором, і став найпопулярнішим видом спорту в країні. Федерація футболу Бірми (ФФБ) була заснована в 1947 році, за рік до здобуття країною незалежності від Великої Британії. ФФБ приєдналася до ФІФА в 1952 році, а до Азійської футбольної конфедерації в 1954 році.

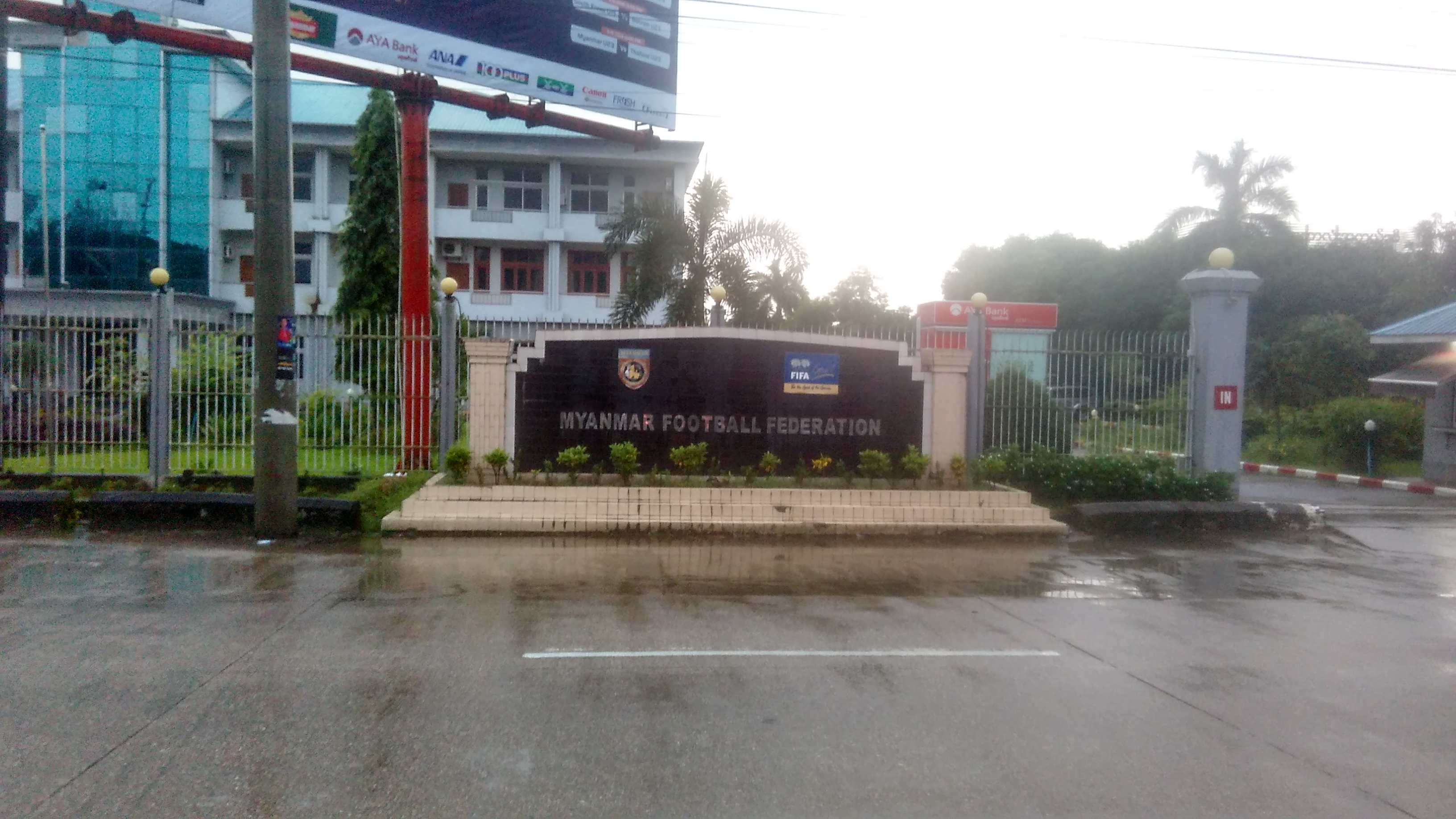

Федерація організувала перший чемпіонат штатів і дивізіонів з футболу в 1952 році. Дуже популярний щорічний чемпіонат став головним майданчиком для залучення талановитих гравців з усієї країни. Цей початковий рівень розвитку талантів здавався достатньо високим на певний час. У 1960-х і на початку 1970-х Бірма була провідною азійською футбольною державою, нарівні з Іраном і Південною Кореєю, вигравши два турніри Азійських ігор (1966, 1970), а потім безпрецедентні п'ять турнірів Ігор Південно-Східної Азії (1965—1973), а також посівши друге місце на Кубку Азії 1968 року. Протягом десяти років, з 1961 по 1970 рік, Бірма беззаперечно домінувала в Кубку Азії U-19/U-20, дев'ять разів виходячи у фінал і сім разів перемагаючи в турнірі.
Починаючи з середини 1970-х років, футбольні успіхи країни — предмет національної гордості — стрімко пішли на спад разом зі стрімким економічним занепадом країни. (Якщо не брати до уваги кількох перемог на регіональних турнірах, чоловіча збірна Бірми не вигравала жодного великого футбольного змагання з 1973 року). Федерація мало що робила (або могла зробити) для розвитку футболу або виховання талантів через змагання професійних ліг. До 1996 року головна футбольна ліга країни складалася з клубів, розташованих у Янгоні, якими керували урядові міністерства, відомі своєю корупцією. Хоча 1996 року приватним футбольним клубам було дозволено приєднатися до Прем'єр-ліги М'янми, ліга, як і раніше, не привертала особливої уваги бірманської громадськості. У грудні 2008 року ФФМ оголосила про створення нової національної професійної ліги, Національної ліги М'янми, яка розпочала свій перший повний сезон у 2010 році.
Згідно з правилами ФІФА, у березні 2009 року MFF став незалежною організацією, вільною від державного контролю.

## Змагання, які проводить ФФМ
- Національна ліга М'янми
- МНЛ-2
- Генерал Аун Сан Шилд
- Жіноча ліга М'янми

## Програми

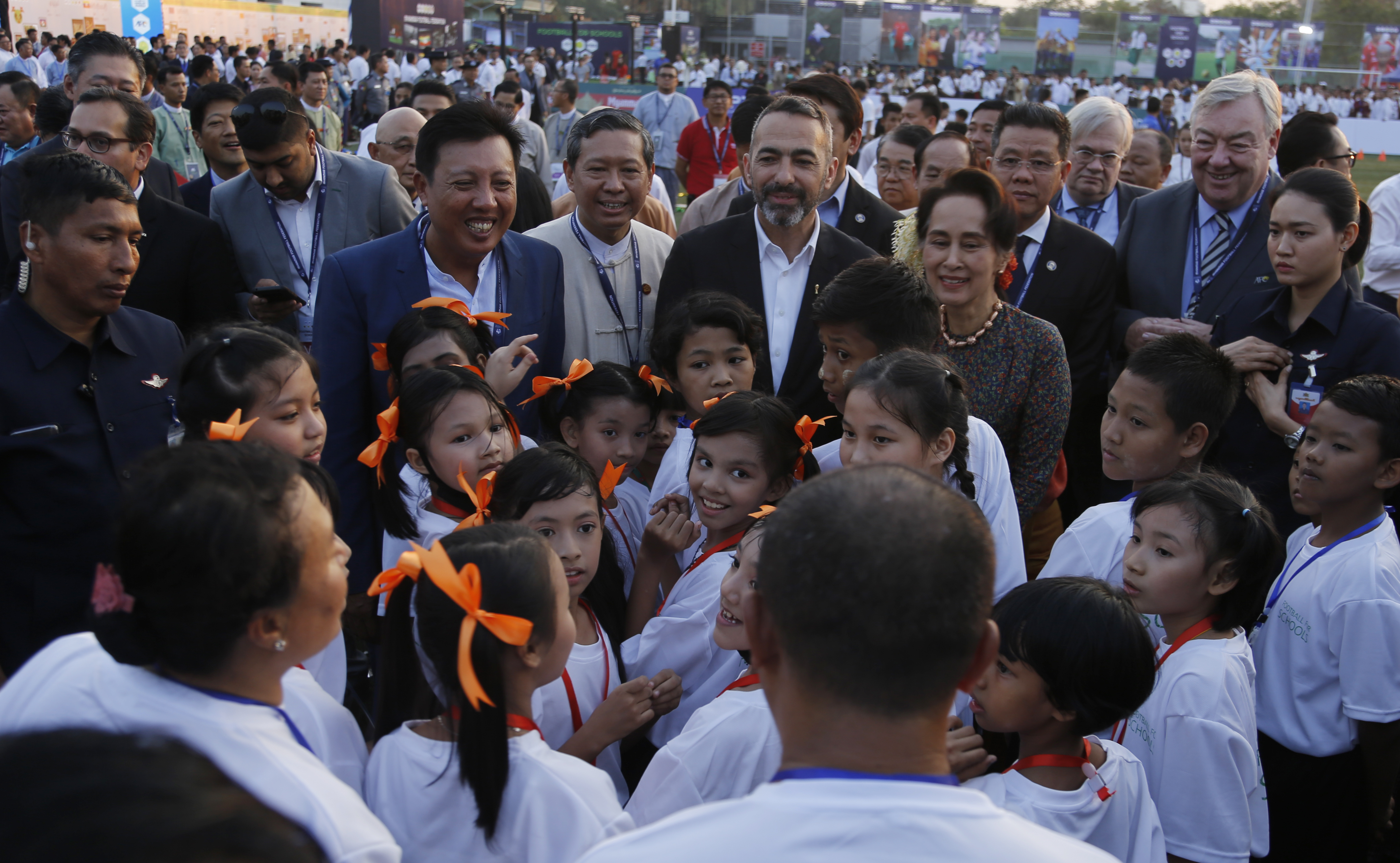
Аун Сан Су Чжи разом з Юрі Джоркаеффом зустрілася зі школярами на церемонії запуску «Футболу для шкіл» ФІФА

За підтримки ФІФА 31 січня 2020 року ФФМ запустила проєкт ФІФА «Футбол для шкіл» за підтримки Фундації ФІФА. У заході, який провів президент ФФМ Зав Зав, взяли участь державний радник Аун Сан Су Чжі, міністр охорони здоров'я та спорту Союзу доктор М'їнт Хтве, міністр освіти Союзу доктор Міо Тейн Гьо, генеральний директор Фонду ФІФА Юрі Джоркаефф, а також гості, президенти та секретарі місцевих міських футбольних асоціацій.

## Керівництво асоціації
| Прізвище              | Посада                                     | Джерело     |
| --------------------- | ------------------------------------------ | ----------- |
| Зав Зав               | Президент                                  | [ 6 ] [ 7 ] |
| Пай Фіо Тайза         | Віцепрезидент                              | [ 6 ] [ 7 ] |
| Саї Сам Хтун          | 2-й віцепрезидент                          | [ 6 ] [ 7 ] |
| Ко Ко Тхейн           | Генеральний секретар                       | [ 6 ] [ 7 ] |
| Тан Зоу               | Казначей                                   | [ 6 ]       |
| Тін М'їнт Аун         | Технічний директор                         | [ 6 ] [ 7 ] |
| Міхаель Файхтенбайнер | Тренер команди (чоловіків)                 | [ 6 ] [ 7 ] |
| Тет Тет Він           | Тренер команди (жінок)                     | [ 6 ] [ 7 ] |
| Зав Мінн Хтіке        | Директор зі ЗМІ та комунікацій             | [ 6 ] [ 7 ] |
| Йе Він Тун            | Директор департаменту з проведення змагань | [ 6 ] [ 7 ] |
| Хла Мін               | Директор департаменту арбітрів             | [ 6 ]       |